# Баба Златина улица
Комплекс Баба Златине улице једна је од просторних целина у старом језгру Врања са значајним бројем кућа (препознатљивих по наглашеним народним обележјима у архитектури) које сведоче о архитектонском и урбанистичком развоју овог града, и уједно указују и на историјски, друштвени, економски и културни развој у градском контексту, чија историјско-уметничка вредност објеката додатно појачава вредност амбијента, заједно се сличним целинама на ширем простору Србије.

## Положај, настанак изглед и заштита
Комплекс Баба Златине улице се налази у Врању, у доњем, српском, делу некадашње врањске чаршије (зване Доња махала) која је добила име по Злати, баби Боре Станковића, кога је након што је рано остао без родитеља, одгајала очева мајка, поменута баба Злата.
Златина и Борина кућа налазиле су се на броју 7 и у њој је данас Музеј Боре Станковића.
Ова амбијентална целина која је, у искључивој стамбеној намени, формирана је у време развоја града Врања у 19. веку, као наставак трасе суседне, трговачко-занатске улице. Сама улица је била део хришћанског дела града која је по турском обичају био затворен високим зидовима са обе стране.
Како је процес културне еманципације становништва у крајевима Србије под турском доминацијом, у Врању текао знатно спорије и неуједначеније, хијерархизовани и, превасходно, патријархални оријентални систем је одређивао организацију приватног живота у многим улицама Врања, па тако и у овој улици.
Дуж улице се смењују високи и дуги оградни зидови покривени ћерамидом, са зидовима помоћних економских објеката. Куће су пртежно са истуреним стрехама и ниским крововима на које су постављени високи димњаци са украсним капама. Као и куће, и зидови око кућа су од трошних материјала (земља и слама).
Улица је у северном делу калдрмисана и профилисана, док на јужној страни улице доминирају масивни, затворени кућни фронтови. Оријентисаност према дворишту и башти више него према улици, куће у овојх улици на најбољи начин приказују спој различитих култура оне донете са оријента и оне настале кроз вишевековну примену традиционалних елемената.
Кућа Злате и Боре Станковића
Комплекс Баба Златине улице настао је у граду који има богате историјске слојеве од којих се најчешће један од њих везује за симболичну оријенталистичку прошлост, описану у књижевним делима познатог српског и најпознатијег врањског књижевник Борисав Бора Станковић, који је у тој улици живео, један део живота.
Зато посебно место у улици има најстаријa и меморијално најзначајнијих кућа, породична кућа књижевника Боре Станковића, у којој се родиo Бора Станковић 1876. године, подигнута око 1855. година у јужноморавском стилу са отвореним тремом и карактеристична је грађевина породице средње класе, са двориштем препуним цвећа, које је давало препознатљив печат свим турским градовима, тога доба. Она својим изгледом подсећа на живот и дух старог Врања који је веома упечатљиво осликани у Борином књижевном делу.
Заштита
Улица данас, представља непокретно културно добро као део просторно културно-историјска целине, која веома верно приказује градска обележја старог Врања.